# Trường Đại học Thái Bình
Trường Đại học Thái Bình  (tiếng Anh: Thai Binh University) Là trường đại học công lập, đa ngành, đa lĩnh vực, theo định hướng ứng dụng, thuộc top đầu khu vực Đồng bằng Sông Hồng, được sự quan tâm đặc biệt của địa phương; các bộ, ban,ngành, doanh nghiệp trong và ngoài nước. Trường được thành lập theo Quyết định số 1555/QĐ-TTg ngày 08 tháng 9 năm 2011 của Thủ tướng Chính phủ trên cơ sở nâng cấp Trường Cao đẳng Kinh tế Kỹ thuật Thái Bình.